# 郵購
邮购是指人們通过邮递方式购买商品或服务。买方通过一些远程手段如郵寄訂貨單或撥打電話等方式向商家订购所需产品。然後賣家將产品交付至客户手中。产品通常直接送到客户所提供的地址，如家庭地址，但偶尔也会将產品送到附近的零售点供客户取货。